# Hillerød (municipio)
El municipio de Hillerød es un municipio (kommune) de Dinamarca en la Región de la Capital, en el norte de la isla de Selandia. Comprende una superficie de 213 km² y una población de 48.315 habitantes en 2013. Su capital es la ciudad de Hillerød, que además es la capital regional.
Fue creado el 1 de enero de 2007 como resultado de una reforma territorial en el país con la fusión de los antiguos municipios de Skævinge y Hillerød además del distrito electoral de Uvelse (parte del antiguo municipio de Slangerup), cuyos ciudadanos decidieron por referéndum no integrarse a Frederikssund.
Hillerød colinda al norte con Gribskov, al este con Fredensborg, al sur con Frederikssund y Allerød y al oeste con Halsnæs. Comparte el lago Arresø con Gribskov y el Esrum con Fredensborg.

## Localidades
En 2013, el municipio de Hillerød tiene una población de 48.315 habitantes. Tiene 13 localidades urbanas (byer), en las que residen 43.818 habitantes. Un total de 4.436 personas reside en localidades rurales (localidades con menos de 200 habitantes) y 61 no tienen residencia fija.
| Localidades más pobladas de Hillerød |                |                  |
| Nº                                   | Localidad      | Población (2013) |
| 1                                    | Hillerød       | 30.853           |
| 2                                    | Skævinge       | 2.555            |
| 3                                    | Nødebo         | 1.985            |
| 4                                    | Ny Hammersholt | 1.349            |
| 5                                    | Tulstrup       | 1.220            |
| 6                                    | Gadevang       | 1.100            |
| 7                                    | Gørløse        | 1050             |
| 8                                    | Uvelse         | 1.006            |
| 9                                    | Store Lyngby   | 832              |
| 10                                   | Meløse         | 662              |